# خيري حسن
خيري حسن (24 فبراير 1952 - ) إعلامي مصري ويعد من أشهر مذيعين النشرة الإخبارية في التليفزيون المصري، ويعمل حاليا مذيعا في قناة راديو مصر نيوز الإذاعية.

## نبذة عنه
ولد الإعلامي خيري حسن في شهر فبراير عام 1952 بمركز نجع حمادي بمحافظة قنا قبل ثورة 23 يوليو 1952 بأربعة أشهر وتخرج من كلية الآداب بجامعة القاهرة قسم اللغة العربية عام 1975 وكان يهوى الإذاعة بشكل كبير فتقدم لإختبارات إذاعة الشعب عام 1985 وإختاره الاستاذ فهمي عمر رئيس الإذاعة وقتها بعد اختبارات عديدة وصعبة، ويعد الاعلامي خيري حسن من أوائل المذيعين الذين أقبلوا على فكرة المشاركة في التمثيل، وكانت بدايته عندما إختاره الفنان عادل إمام في فيلمه الارهاب والكباب عام 1992 وبعد ذلك اشترك في أفلام عديدة كان يقوم فيها بدور شخصيته الحقيقية. ومن الأفلام التي اشترك بها فيلم مجرم مع مرتبة الشرف عام 1998 و الحاسة السابعة عام2005 و على جثتي 2013 ومن المسلسلات التي ظهر فيها فرقة ناجي عطا الله 2012 والرجل العناب 2013.

## خبر اغتيال السادات
تعرض الرئيس المصري الأسبق محمد أنور السادات لعملية اغتيال خلال عرض عسكري أقيم بمدينة نصر بالقاهرة في 6 أكتوبر 1981 احتفالاً بالانتصار الذي تحقق خلال حرب أكتوبر 1973. نفذ عملية الاغتيال الملازم أول خالد الإسلامبولي الذي حكم عليه بالإعدام رمياً بالرصاص لاحقاً في أبريل 1982. وفي تقديم النشرة الاخبارية التي كان يلقيها خيري حسن وضح ان الرئيس المصري أصيب فقط ولم يقتل.
وقد وضح الإعلامي خيري حسن إن "كذب"، التليفزيون في واقعة اغتيال الرئيس الأسبق محمد أنور السادات، كان لاعتبارات الأمن القومي حتى لا تضيع محافظات الجمهورية بالكامل، وفق قوله، وأضاف «حسن»، خلال لقائه ببرنامج «هذا الصباح»، المذاع عبر فضائية إكسترا نيوز، أنه كان يغطي حفل ذكرى انتصار أكتوبر، لصالح الإذعة المصرية، وعند حدوث إطلاق النار أخذ المسافة بين المنصة وجامعة الأزهر زحفًا، متابعًا: «تعلمت شيئًا في واقعة اغتيال "السادات"، فكانوا يعيبون على الإعلام أنه يكذب، ولكنه مهم في وقت ما».
واستطرد: «عندما وصلت ماسبيرو، قرأت موجز الأخبار بأن الرئيس "السادات"، أصيب في كتفه مع أني رأيته بعيني مستشهدًا، وعرفت أنه في حالة إعلان استشهادة مباشرة، فإن أحداثًا كثيرة ستقع، بينما إعلان إصابته أوقف أحداثًا كثيرة».
وأشار إلى استيلاء الإرهابيين على محافظة أسيوط وقتلهم لـ80 ضابطًا عقب الواقعة، وتقسيمهم للمحافظات على بعضهم البعض، إلا أن إعلان إصابة «السادات»، ما يعني أنه على قيد الحياة، أحدث إرباكًا للإرهابيين وعطل فكرة استيلائهم على المحافظات، وفق قوله.
وتابع: «تعلمت أنه في بعض الأوقات يمكن الكذب، لكن لصالح الأمن القومي، فكنت قد رأيته بعيني شهيدًا، ولكن في ماسبيرو راعينا بعد الأمن القومي».
وأوضح أن المسؤولين عن الأمن القومي، هم من أملوه الخبر، لمعرفتهم ماذا يفعلون، قائلًا إن هذه المحطة في حياته لا يمكن نسيانها.

## تعرضه لحادث خطير
تعرض الإعلامي خيري حسن يوم الاثنين الموافق 11 يوليو عام 2016، لحادث سير، أدي إلى تحطم سيارته بشكل كامل، لكنه نجا منه بدون إصابات.